# Стебельський Богдан

Богдан Стебельський

Богда́н Стебе́льський (нар. 15 березня 1911, с. Томашівці, нині Івано-Франківська область — пом. 27 липня 1994, Торонто) — український маляр-графік, учений, мистецтвознавець, журналіст і культурний діяч, художник. Член НТШ.
Псевдоніми і криптоніми — Василь Ткаченко, Остап Хмурович, О. Х., В. Т. та ін.

## Життєпис
Народився 15 березня 1911 р. у с. Томашівці Калуського повіту (Галичина) — тепер Калуського району Івано-Франківської обл., закінчив Самбірську гімназію, навчався в Академії мистецтв у Кракові (1934—1939). 1939 року закінчив Краківську академію мистецтв.
Учителював у середніх школах, був директором мистецько-промислової школи в Яворові (1942—1944).
У 1944 р. емігрував до Баварії (Німеччина), здобув ступінь доктора філософії в Українському
вільному університеті (1959). У 1949 р. емігрував до Канади, працював на залізниці.
Співредактор газети «Гомін України» (редактор його місячного додатку «Література і мистецтво»), голова Української спілки образотворчих мистців Канади (1958—1972) і учасник її виставок.
Голова НТШ у Канаді (з 1973 року) й Асоціації діячів української культури (з 1965 року).
Редактор збірки «Естафета») та Ради для справ культури при Секретаріаті СКВУ (з 1973 року).
Був одружений з Аріадною Шум (Шумовською-Стебельською; 1919—2002) — скульпторкою, маляркою, поеткою, літературознавцем, журналісткою, педагогом, громад. діячкою.
Нагороджений Шевченківською медаллю.
Помер 27 липня 1994 р. у м. Торонто.

## «Зарево»
Під час навчання у Краківській академію мистецтв очолював професійне патріотичне об'єднання «Зарево», куди входили у різний час такі художники: Андрій Наконечний, М.Зорій, Д.Іванців, Я.Лукавецький, В.Продан, М.Гарасовська, Г.Крук, Д.Горняткевич, Н.Кисілевський, М.Черешньовський, Андрій Лепкий, А.Шуляр, О.Касараб та інші.
Об'єднання «Зарево» мало на меті пропагувати творчість авангардових на той час поетів, художників. Влаштовували ювілейні вечори, організовували мистецькі виставки, котрі мали великий резонанс.

## Творчість
Автор праць «Про ілюстрацію дитячої книжки» (1966), «Ідеї і творчість» (1991), численних розвідок на літературно-мистецькі теми.
- Стебельський Б. Григорій Крук // Естафета. Збірник АДУК. — Нью-Йорк — Торонто, 1974. — С.259-263.
- Стебельський Б. НТШ у Канаді — пляни і праця // Збірник наукових праць Канадського НТШ / За ред. Б. Стебельського. — Торонто, 1993. — С. 7-13.